# 국제 컨벤션 센터 (예루살렘)

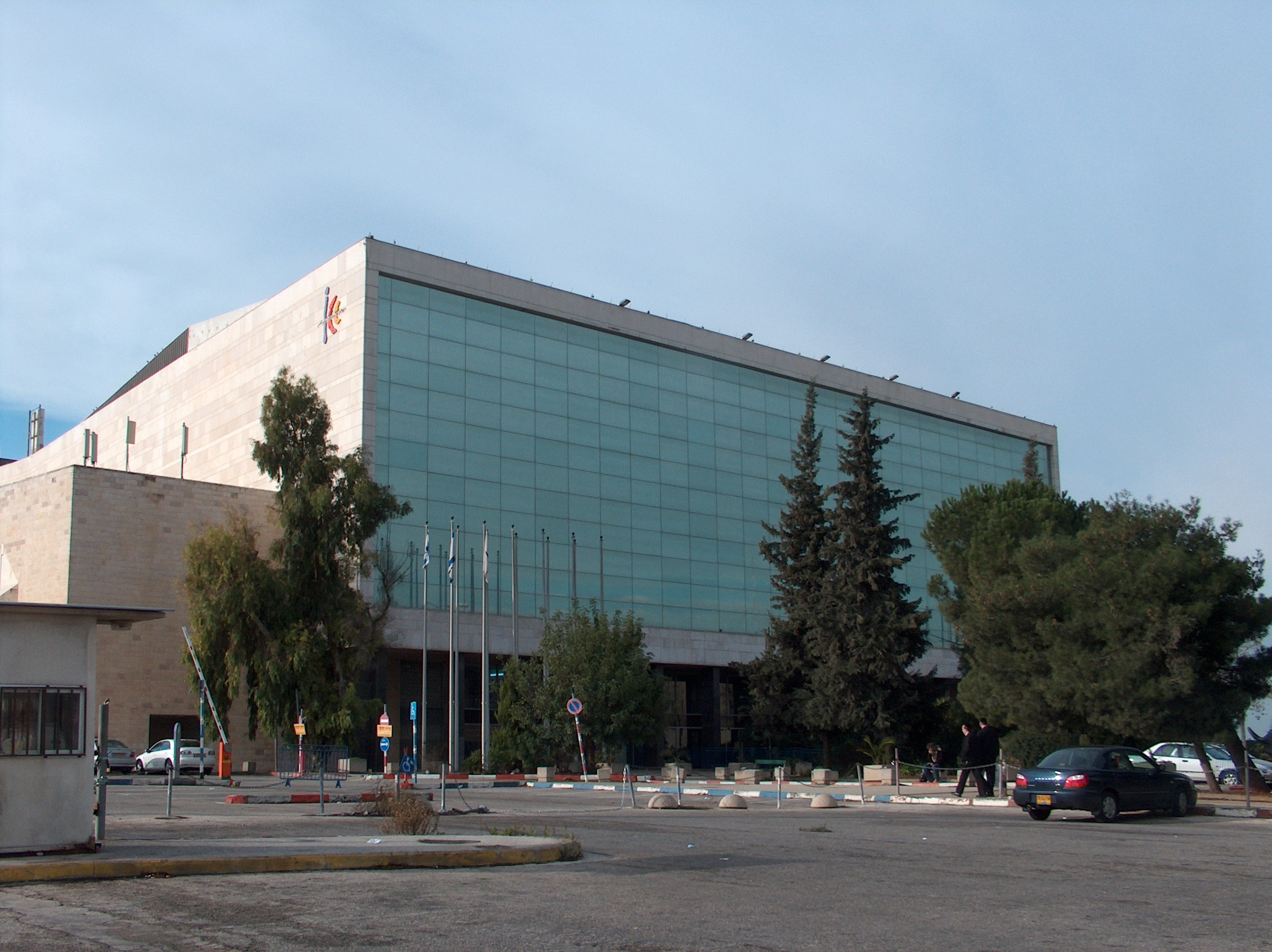
국제 컨벤션 센터

국제 컨벤션 센터(히브리어: מרכז הקונגרסים הבינלאומי)는 이스라엘 예루살렘에 위치한 컨벤션 센터로, 중동에서 가장 크다.